# Chlorogomphus tunti
Chlorogomphus tunti är en trollsländeart som beskrevs av James George Needham 1930. Chlorogomphus tunti ingår i släktet Chlorogomphus och familjen kungstrollsländor. Inga underarter finns listade i Catalogue of Life.